# Smiljan Franjo Čekada
Smiljan Franjo Čekada (* 29. November 1902 in Donji Vakuf; † 18. Januar 1976 in Sarajevo, Jugoslawien) war römisch-katholischer Erzbischof von Vrhbosna.

## Leben
Smiljan Franjo wurde am 29. November 1902 in Donji Vakuf in Bosnien (Bosnien-Herzegowina, Österreich-Ungarn) geboren.
Wie seine beiden Brüder erkannte er seine Berufung zum Priester und trat nach seiner Schulausbildung in das erzbischöfliche Priesterseminar ein. Am 25. August 1925 empfing er das Sakrament der Priesterweihe. Erzbischof Ivan Šarić schickte ihn zum Studium an die Päpstliche Universität Gregoriana nach Rom. Dort promovierte er im Jahr 1928 zum Doktor der Philosophie. Er wurde Religionslehrer in Sarajevo und war von 1928 bis 1933 Herausgeber der Katholischen Wochenzeitung.
Am 6. Juni 1939 ernannte ihn Papst Pius XII. zum Weihbischof im Erzbistum mit Sitz in Prizren zur seelsorgerischen Betreuung der im Kosovo lebenden Katholiken. Gleichzeitig wurde er zum Titularbischof von Pharbaethus ernannt. Die Bischofsweihe empfing er am 6. August 1939 in der Herz-Jesu-Kathedrale von Sarajevo durch Erzbischof Ivan Saric; Mitkonsekratoren waren Alojzije Stepinac, der Erzbischof von Zagreb, und Josip Stjepan Garić OFM, der Bischof von Banja Luka. Am 18. August 1940 wurde er zum Bischof von Skopje in Mazedonien ernannt. Während der Besatzungszeit durch die Nationalsozialisten setzte er sich für die mazedonischen Juden ein. Seine Bemühungen, wenigstens die konvertierten katholischen Juden vor der Deportation ins KZ Auschwitz zu retten, waren wenig erfolgreich; einige Kinder konnte er in Klöstern retten.
Nach dem Tode von Josip Stjepan Garić am 30. Juni 1946 war er bis 1951 Apostolischer Administrator von Banja Luka. Er war Konzilsvater in allen vier Sessionen des Zweiten Vatikanischen Konzils.
Am 12. Juni 1967 ernannte Papst Paul VI. ihn zum Koadjutor des Erzbischofs Ivan Šarić von Vrhbosna/Sarajevo mit dem „Recht der Nachfolge“ und Titularerzbischof von Thibuzabetum. Am 13. Januar 1970 wurde er in der Herz-Jesu-Kathedrale in Sarajevo als Erzbischof inthronisiert.
Erzbischof Smiljan Franjo Čekada starb im Alter von 73 Jahren, im 51. Priesterjahr, nach 36 Jahren im Bischofsamt. Er wurde im Familiengrab auf dem Stadtfriedhof in Sarajevo beigesetzt. Am 28. Oktober 2011 wurden seine sterblichen Überreste feierlich in den Dom übertragen, dort wurde er an der Seite seiner Vorgänger beigesetzt.
Am 8. Februar 2011 wurde ihm posthum der Ehrentitel Gerechter unter den Völkern verliehen. Es ist dies die höchste Auszeichnung des Staates Israel für nichtjüdische Einzelpersonen, die unter nationalsozialistischer Herrschaft während des Zweiten Weltkriegs ihr Leben einsetzten, um Juden vor der Ermordung zu retten.